# Rosalie Jullien

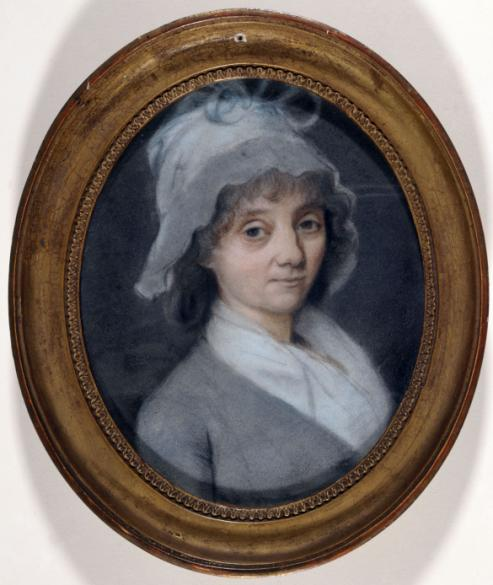
Portret uit 1810

Rosalie Jullien, geboortenaam Ducrollay (Pontoise, 9 september 1745 – Drôme, 28 april 1824), was een Frans revolutionair wier brieven aan haar man en haar zonen een uitgebreide en waardevolle bron van informatie zijn. Ze sympathiseerde en socialiseerde met de jakobijnen.

## Leven
Rosalie of Rose kwam uit een gegoede stedelijke koopmansfamilie en moet solide onderwijs hebben genoten, misschien bij de ursulinen van Pontoise. In 1777 trouwde ze zonder ruchtbaarheid met Marc-Antoine Jullien, van wie ze al een kind had. Naast deze Marc-Antoine (1775-1848), in het gezin Jules genoemd, kregen ze nog Bernard (1777-1778), gestorven aan de pokken, en Auguste-Étienne (1779-1845).
De jonge moeder nam deel aan het literaire en intellectuele leven in Romans-sur-Isère en Valence, en kweekte zijderupsen op het familiale landgoed in Pizançon. Ze had verlichte ideeën, las Italiaans, Engels en Latijn, citeerde uit La Fontaine, en gebruikte Mably en Rousseau in haar opvoeding. 
In 1785 ging haar tienjarige zoon Jules naar het Collège de Navarre in Parijs, begeleid door haar man. Twee jaar leefde het gezin gescheiden, wat de correspondentie intensiveerde. Wanneer haar man op hun landgoed was, ging Rosalie naar Parijs om hun zoon bij te staan. Met grote belangstelling woonde ze zittingen van de Nationale Vergadering, van haar sectie en van het Revolutionair tribunaal bij, volgde ze wat er in de jakobijnenclub werd besproken, en nam ze de pers door. Ze stuurde zelfs haar meid naar de Pont Neuf om nieuwtjes en geruchten op te vangen. Haar opinies over figuren als Roland, Brissot en Pétion reflecteren de volatiliteit van reputaties in die revolutionaire tijd. 
Haar man werd in 1792 verkozen in de Nationale Conventie en haar oudste zoon verhuisde in mei van dat jaar naar Londen, wat tot nieuwe correspondentie leidde. Hij keerde terug en werd een nauwe medewerker van Robespierre en het Comité de salut public. Ook zijn moeder steunde de robespierristen enthousiast, om zich na hun val uit voorzichtigheid van hen te distantiëren. Ze smeekte Thérésia Cabarrus om tussen te komen ten gunste van haar gevangen zoon Jules. Onder Napoleon maakten haar zonen carrière. Ze verheugde zich in de Italiaanse Campagne, maar bleef een gematigd republicanisme aanhangen en vermeed de naam van de keizer te noemen. In 1810 verliet ze Parijs om definitief in Pizançon te gaan wonen. Ze stierf twee jaar na haar man en werd met hem begraven op Père Lachaise.

## Uitgaven
Uit de correspondentie van Jullien, die bijna duizend brieven beslaat uit de periode 1773-1810, zijn twee selecties verschenen, waarvan de eerste in 1881 door haar achterkleinzoon:
- Édouard Lockroy, Journal d'une bourgeoise pendant la Révolution, 1791-1795, Paris, Calmann-Lévy, 1881
- Annie Duprat, Les affaires d'État sont mes affaires de cœur: Rosalie Jullien, une femme dans la Révolution. Lettres, 1773-1810, 2016. ISBN 2701198933